# Guatteriopsis
Guatteriopsis là một chi thực vật thuộc họ Annonaceae. Chi này có các loài sau (tuy nhiên danh sách này có thể chưa đủ):
- Guatteriopsis ramiflora, D. R. Simpson